# Abdulaziz Al-Misha'an
Abdulaziz Ahmad Al-Misha'an Al Enezi (in arabo عبدالعزيز أحمد المشعان العنزي‎?; Al Kuwait, 19 ottobre 1988) è un calciatore kuwaitiano, centrocampista dell'Al-Qadsia e della Nazionale kuwaitiana.

## Carriera

### Club
Ha giocato nel campionato kuwaitiano e ceco.

### Nazionale
Ha esordito in Nazionale nel 2010.